# Nová Ves (okres Liberec)
Nová Ves (německy Neundorf) je vesnice a spolu s dalšími třemi vesnicemi též obec na severu Česka, v okrese Liberec, v Libereckém kraji. Leží asi 7 km severozápadně od Liberce na silnici z Chrastavy do Mníšku v údolí říčky Jeřice v Žitavské pánvi v podhůří Jizerských hor. Do této říčky se zde vlévá Albrechtický potok, na jehož dolním toku v katastru obce leží Vodní nádrž Mlýnice. Obec má pouze silniční spojení, nejbližší železniční stanice je v Mníšku. Ve vsi je mateřská a nižší stupeň základní školy, žije zde 929 obyvatel. Nová Ves leží přesně na 15. poledníku.

## Historie
Obec vznikla jako lesní lánová ves patrně postupným osídlováním podle toku Jeřice. První písemná zmínka o ní je z roku 1464, kdy je nazývána Nywensdorf. Tehdy byl pro biberštejnského leníka Heinricha von Kyaw postaven v obci zámeček s panským statkem. Od Kyawů odkoupili roku 1498 statek Schwanitzové, kteří jej vlastnili až do roku 1595, kdy jej koupila Kateřina z Redernu, která zde měla vdovské sídlo a nechala postavit kostel Nanebevzetí Panny Marie. Po Albrechtu z Valdštejna, který statek prodal Jakubu Heisternovi, se vystřídalo několik dalších majitelů, až konečně v roce 1712 Jan Jáchym Pachta zámeček prodal Janu Václavovi z Gallasu a Nová Ves byla definitivně připojena k libereckému panství.
Ve středověku začal v původně zemědělské obci vznikat také průmysl. Již roku 1454 byla v obci pila na dřevo, kterou zničila povodeň roku 1595. Od roku 1612 do roku 1948 se v místním pivovaru vařilo pivo. Hlavním průmyslem však byl, stejně jako v okolí, průmysl textilní – zejména zpracování bavlny.
Největšího rozmachu dosáhla obec na začátku 20. století, kdy roku 1900 měla obec 211 domů a 1809 obyvatel. Dokonce i po druhé světové válce působilo v obci 12 hospod, 2 pekaři, 3 řezníci, 4 obchody se smíšeným zbožím, kolářská dílna, truhláři, 2 kovárny, zámečnictví, liščí kožešinová farma, 2 mlýny, provozovna na výrobu mýdla, brusírna skla, pletárna punčoch a mnoho dalších drobných živností. Po odsunu Němců počet obyvatel prudce poklesl. Roku 1980 byla Nová Ves sloučena s Chrastavou, osamostatnila se až 1.1.1991.

## Části obce
- Růžek (Hoheneck)
- Mlýnice (Mühlscheibe)
- Nová Ves (Neundorf)
- Novoveská Víska (Neundorfer Neudorf) je dnes rekreační osada, která vznikla někdy v 16. století. Roku 1690 jí obývalo 20 hospodářů.

V minulosti k Nové Vsi patřila také osada Amerika (něm. Amerika), zaniklá po druhé světové válce, pravděpodobně v 50. letech 20. století. Ležela jihovýchodně od Nové Vsi a východně od Nové (Novoveské) Vísky, v údolí bezejmenného levostranného přítoku Jeřice, asi 770 m jižně od autobusové zastávky Mníšek, ČSAO, v okolí místa se souřadnicemi 50.8296400N a 15.0311700E. Blízký les je v mapách dosud označován pomístním jménem Amerika.

## Zajímavosti a pamětihodnosti
- Kostel Nanebevzetí Panny Marie pochází z let 1616–1617, kdy jej nechala postavit Kateřina z Redernu. Byl přestavěn roku 1782. Cenný interiér svatyně byl v roce 2016 částečně opraven.[6] Pneumatické varhany postavené v roce 1898 A. Schusterem, opravil 1947 Pavel Žur. Dispozice: Manual: Principal 8´| Dolce 8´| Gedackt 8´| Fugara 4´| Octave 4´| Mixtur| Superoktav-Koppel. Pedal: Subbass 16´| Pedal-Koppel. [7]
- Památkově chráněné jsou stáje bývalého panského dvora v jihozápadní části vsi (parcela st. 1/1). Objekt je značně zchátralý, nejhodnotnější umělecký prvek - kamenný erb, jenž byl osazen na ozdobném vstupním portálu - byl sňat a přenesen.
- Na Růžku stávala dřevěná tvrz zemana Kryštofa von Hoberga, jehož náhrobek je umístěn v chodbě chrastavského muzea.
- Vodní nádrž Mlýnice je vhodná ke koupání a rybaření. Byla postavena roku 1906, je v ní velmi čistá voda – například v ní žijí dva druhy raků.

## Další fotografie

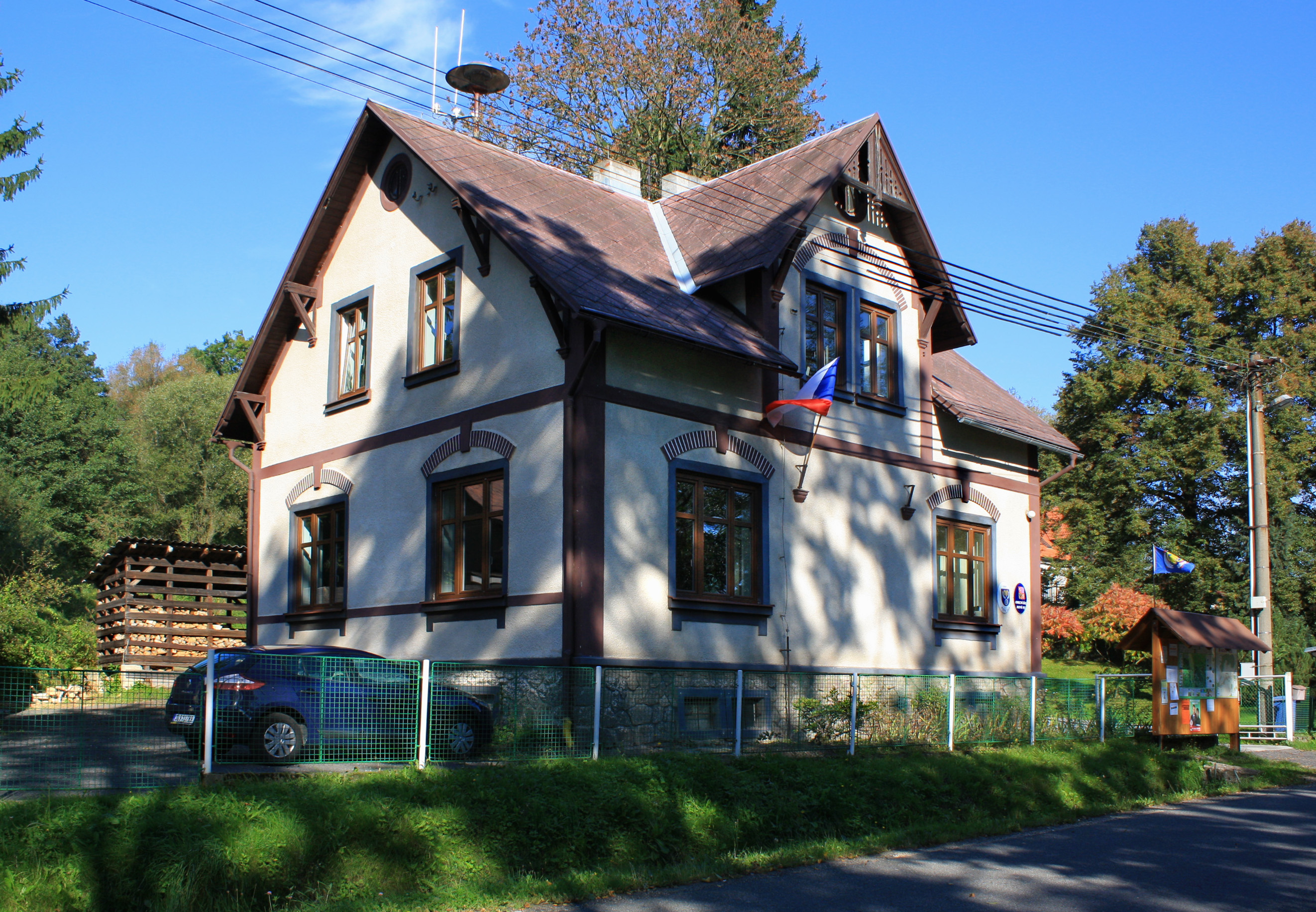
Obecní úřad
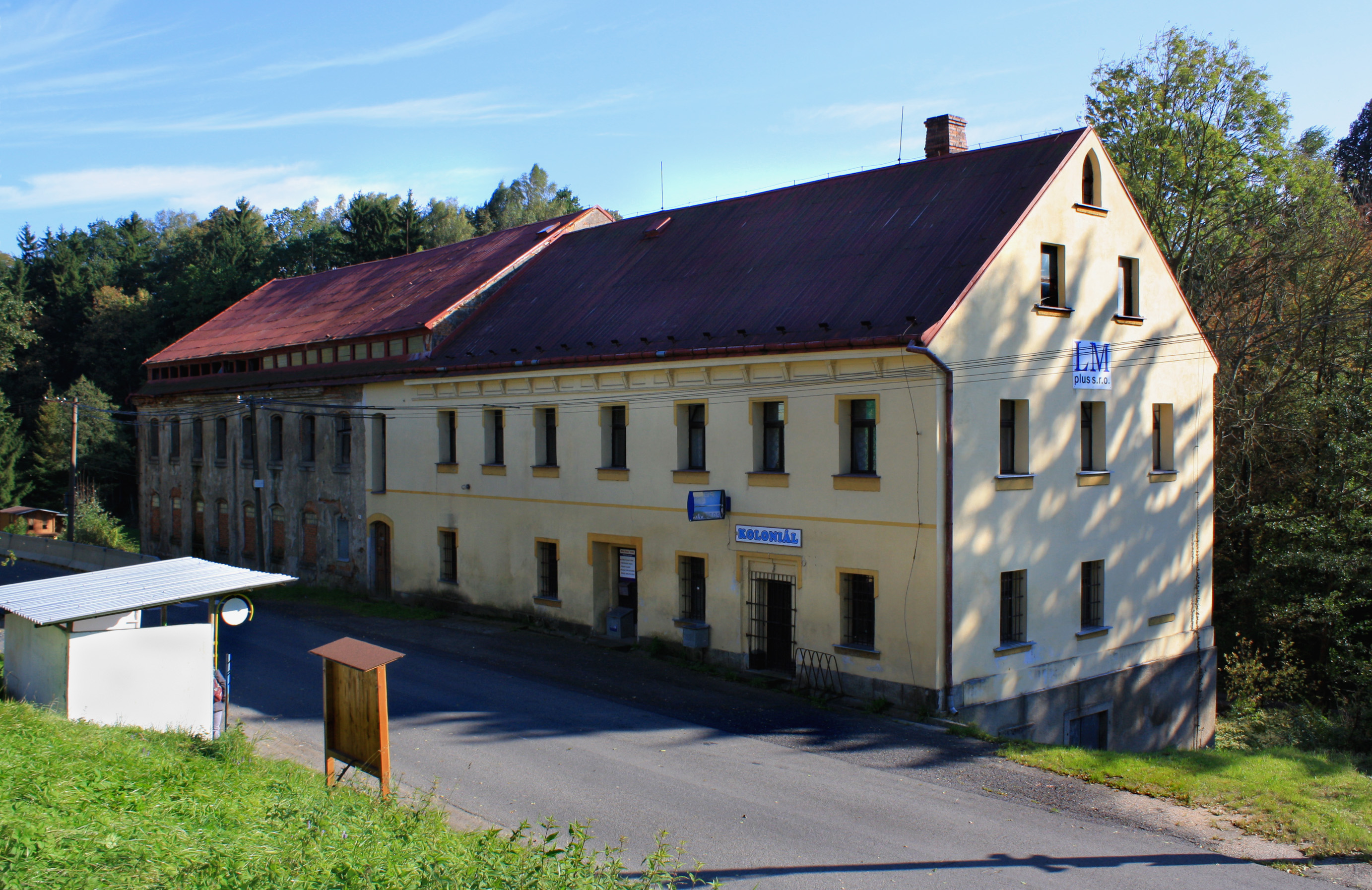
Zastávka a prodejna
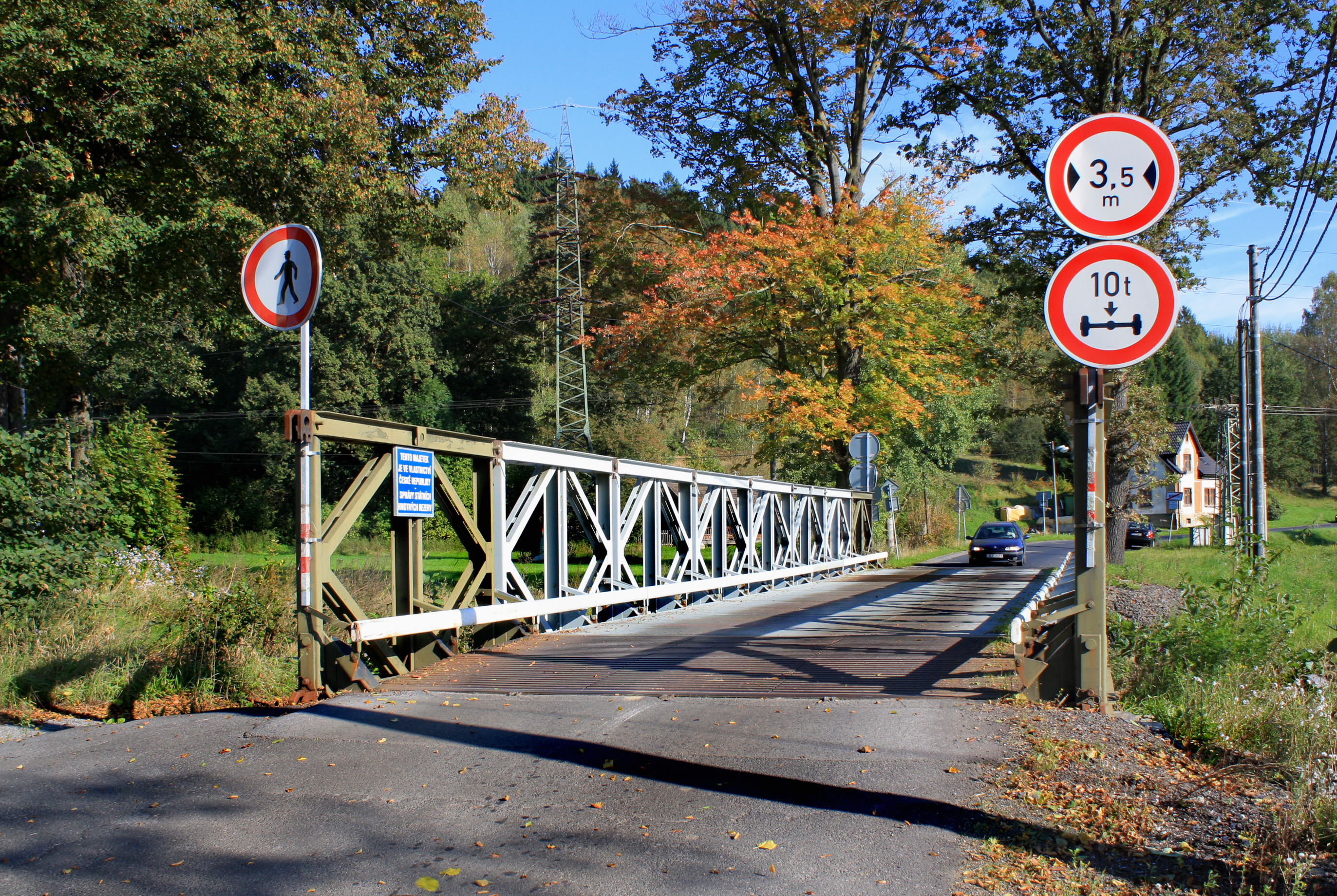
Provizorní most přes Albrechtický potok
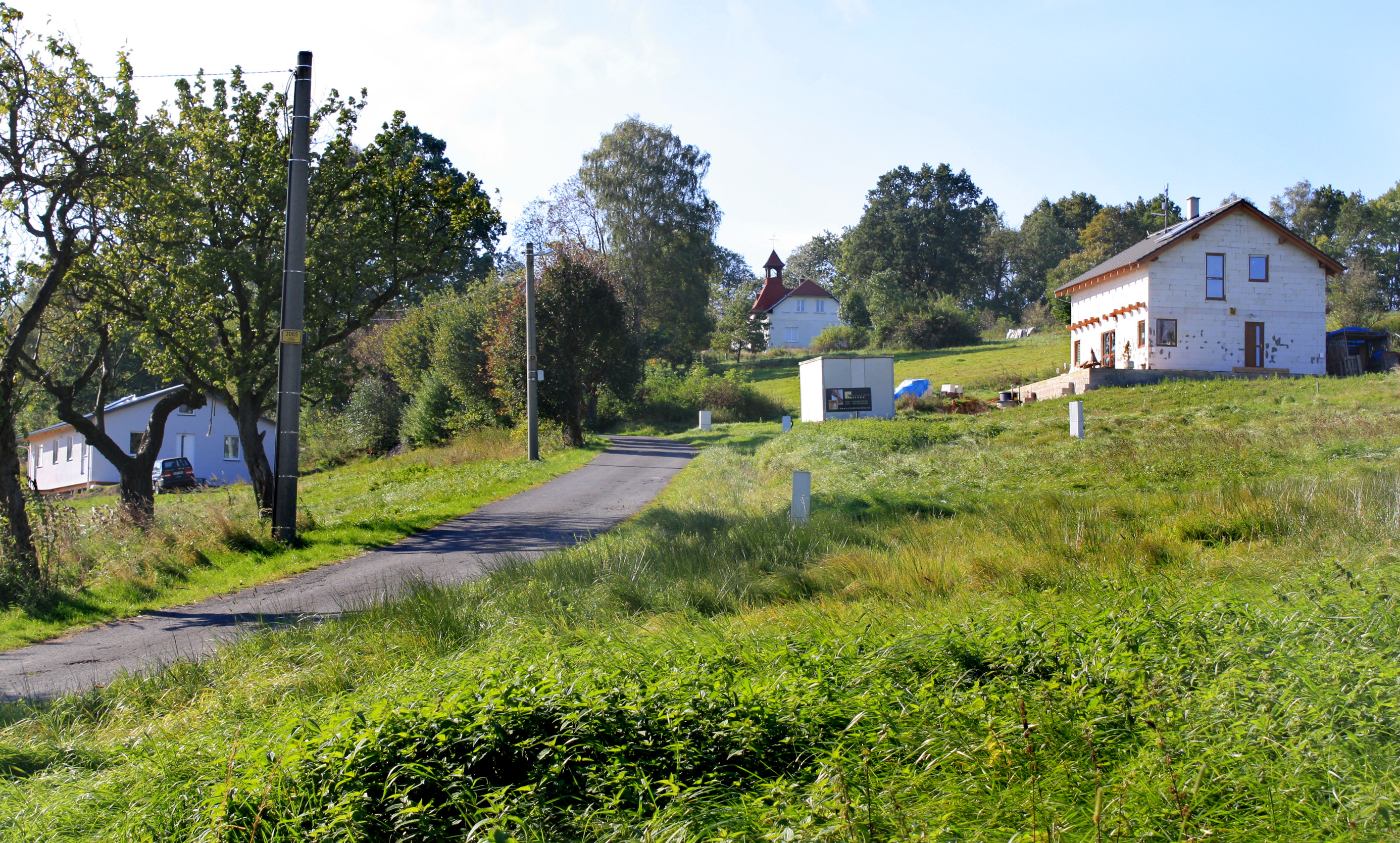
Roztroušená zástavba u silnice směrem k Růžku